# Người đóng
Người đóng (tiếng Anh: live action) là thuật ngữ chỉ việc quay phim sử dụng các kỹ thuật nhiếp ảnh với người, sinh vật thật đóng mà không dùng hoạt hình, phác thảo hay mô hình để tạo dựng nhân vật.

## Tổng quan
Vì quá trình tạo hình ảnh trực quan thông thường liên quan đến người đóng, thuật ngữ này thường không cần thiết, nhưng nó tạo ra sự khác biệt quan trọng trong các tình huống trong đó người ta có thể mong đợi hoạt hình như trong một bộ phim Pixar, một trò chơi điện tử hoặc khi tác phẩm được chuyển thể từ một bộ phim hoạt hình như Scooby-Doo, Gia đình Flintstones, 101 Con chó đốm, hoặc chương trình truyền hình The Tick.
Cụm từ "người đóng" cũng xuất hiện trong một ngữ cảnh phim hoạt hình để chỉ những nhân vật không hoạt hình hóa: trong một bộ live action / hoạt hình chẳng hạn như Space Jam, Who Framed Roger Rabbit, Looney Tunes: Back in Action, hoặc Mary Poppins trong đó con người và phim hoạt hình cùng xuất hiện, nhân vật "live-action" là những diễn viên "thực sự", như Bob Hoskins và Julie Andrews, trái với các diễn viên "hoạt hình", chẳng hạn như Roger Rabbit.
Khi sử dụng hình ảnh do máy tính tạo ra (CGI) trong các bộ phim đã trở thành một xu hướng lớn, một số nhà phê bình, như Mark Langer, đã thảo luận về mối quan hệ và sự trùng lặp giữa người đóng và hoạt hình. Những bộ phim mới sử dụng các hiệu ứng đặc biệt do máy tính tạo ra không thể so sánh với những bộ phim người đóng sử dụng các nhân vật hoạt hình vì tính thực tế của cả hai thể loại đều được kết hợp.